# Best Days (Greatest & Live)
Best Days (Greatest & Live) er et opsamlingsalbum af den danske elektrorockgruppe Carpark North. Udgivelsen, som udkom som et dobbeltalbum, blev udgivet den 1. november 2010 hos Copenhagen Records. 
Den første del indeholder sange fra de tre Carpark North-album, Carpark North (2003), All Things to All People (2005) og Grateful (2008). Der fulgte dog også to nye numre; "Burn It" og "Everything Starts Again". Begge sange, som blev udgivet som singler i henholdsvis 2010 og 2011.
Den anden del af albummet er et livealbum med en række indspilninger fra Grøn Koncert-turnéen i 2010. 
Med albummet fulgte også fire numre fra bandets internationale debutalbum, Lost, som udkom i 2010.

## Spor
| 1.  | "Burn It"                 |                          |  |
| 2.  | "Save Me from Myself"     | Grateful                 |  |
| 3.  | "Transparent & Glasslike" | Carpark North            |  |
| 4.  | "Fireworks"               | All Things to All People |  |
| 5.  | "Shall We Be Grateful"    | Grateful                 |  |
| 6.  | "Human"                   | All Things to All People |  |
| 7.  | "40 Days"                 | Carpark North            |  |
| 8.  | "More"                    | Grateful                 |  |
| 9.  | "There's a Place"         | Carpark North            |  |
| 10. | "Best Day"                | All Things to All People |  |
| 11. | "Wild Wonders"            | Carpark North            |  |
| 12. | "Leave My Place"          | Grateful                 |  |
| 13. | "The Beasts"              | All Things to All People |  |
| 14. | "Everything Starts Again" |                          |  |

| 1.  | "More" (Live)                                            |  |
| 2.  | "Best Day" (Live)                                        |  |
| 3.  | "Save Me from Myself" (Live)                             |  |
| 4.  | "The Beasts" (Live)                                      |  |
| 5.  | "Lost (Peace)" (Live)                                    |  |
| 6.  | "Burn It" (Live)                                         |  |
| 7.  | "Just Human" (Live)                                      |  |
| 8.  | "Transparent & Glasslike" (Live)                         |  |
| 9.  | "Shall We Be Grateful" (Live)                            |  |
| 10. | "Just Human" (International version)                     |  |
| 11. | "Subusual" (International version)                       |  |
| 12. | "Transparent" (International version)                    |  |
| 13. | "Beasts (International Version)" (International version) |  |

## Hitlister og certificeringer
| Hitliste (2011) | Højeste placering |
| --------------- | ----------------- |
| Danmark         | 10                |

| Hitliste (2010) | Placering |
| --------------- | --------- |
| Danmark         | 77        |
| Hitliste (2011) | Placering |
| Danmark         | 61        |

| Land (Organisation) | Certificering |
| ------------------- | ------------- |
| Danmark (IFPI)      | Guld          |